# حزام الحجر الأخضر

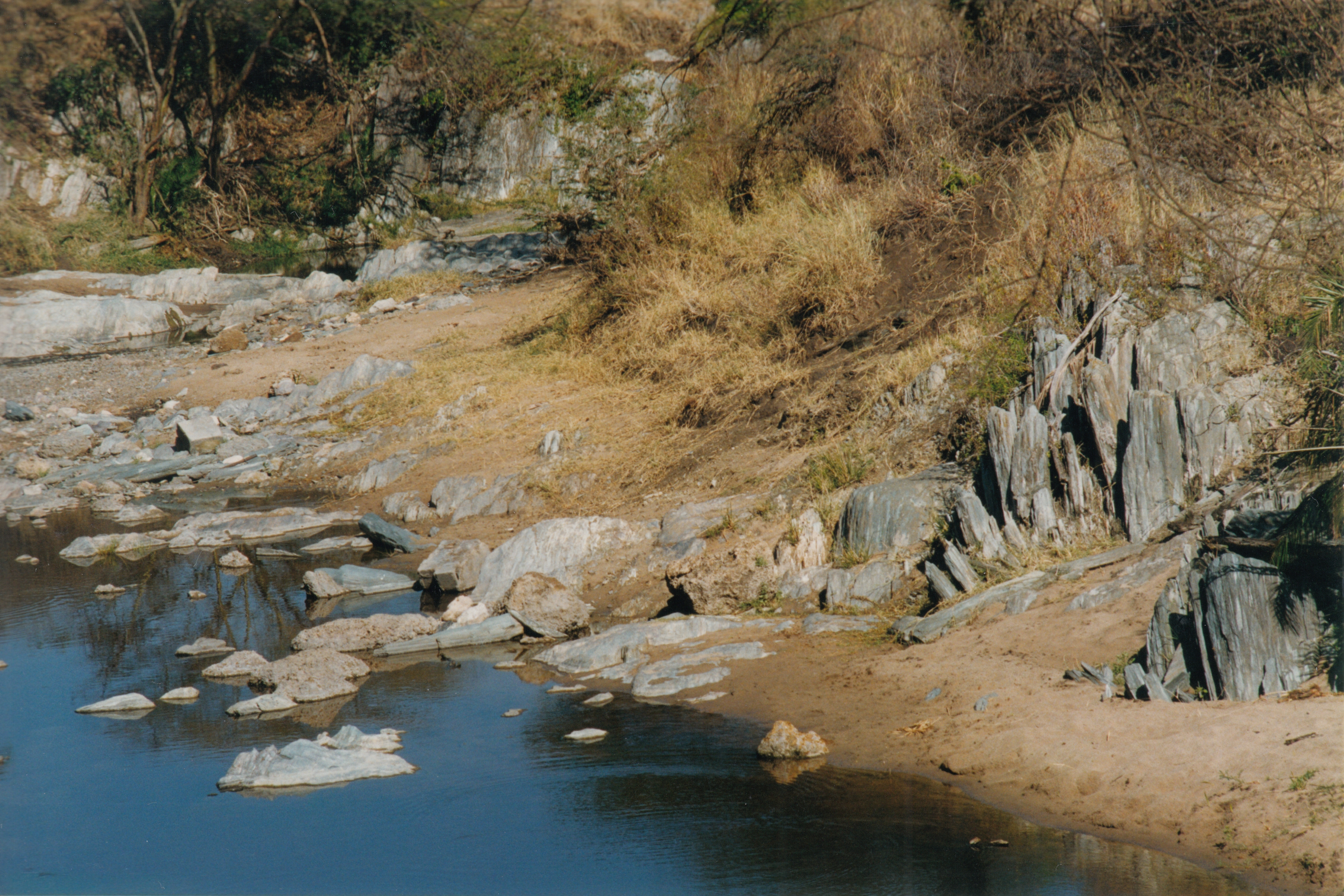

حزام الحجر الأخضر (بالإنجليزية: Greenstone belt)‏، هو حزام يتكون من صخور بركانية - رسوبية تعرضت لعملية تحول، ولذا أخذت اللون الأخضر، وهي تميز مناطق دروع الدهر الأركي في مختلف أنحاء العالم. وقد يتكون الحزام الواحد من عشرات إلى آلاف الكيلومترات.